# Lucas Sugo
Lucas Alberto Sugo Rodríguez (Tacuarembó, 15 de abril de 1978) es un cantante y compositor uruguayo. Comenzó su carrera en 2002 con Sonido profesional como vocalista y guitarrista del grupo.

## Biografía
Lucas Sugo nació el 15 de abril de 1978 en Tacuarembó, Uruguay, pero a los dos años de edad, su familia se trasladó a Rivera. Su madre, Lucía Rodríguez, maestra de profesión, es también compositora de textos y melodías. No tuvo un vínculo con su padre, a quien vio pocas veces en su vida.
Asistió a la Escuela N° 1 de Rivera. A los 8 años ingresó en la Escuela de Música Eduardo Fabini para iniciar sus estudios de guitarra, luego en el Conservatorio América, y finalmente concurrió al Conservatorio Melody, consiguió los títulos de profesor de guitarra, piano y canto.
Desde temprana edad ya se proyectaba como artista, como Lucas lo expresa:

«Esto es lo que yo soñaba cuando era chiquito. Era lo que anhelaba cuando siendo chico utilizaba un antisudoral como micrófono y una escoba como guitarra, y poniéndome frente al espejo empezaba a soñar y soñar con esto».
Luchas Sugo, enero de 2014.

### Vida personal
Actualmente mantiene una relación con Antonella García. El 8 de diciembre de 2021 la pareja anunció el nacimiento de Isabella, su primer bebé juntos. Tiene dos hijos más, Florencia Victoria y Lucas Agustín, de un matrimonio anterior.

## Carrera

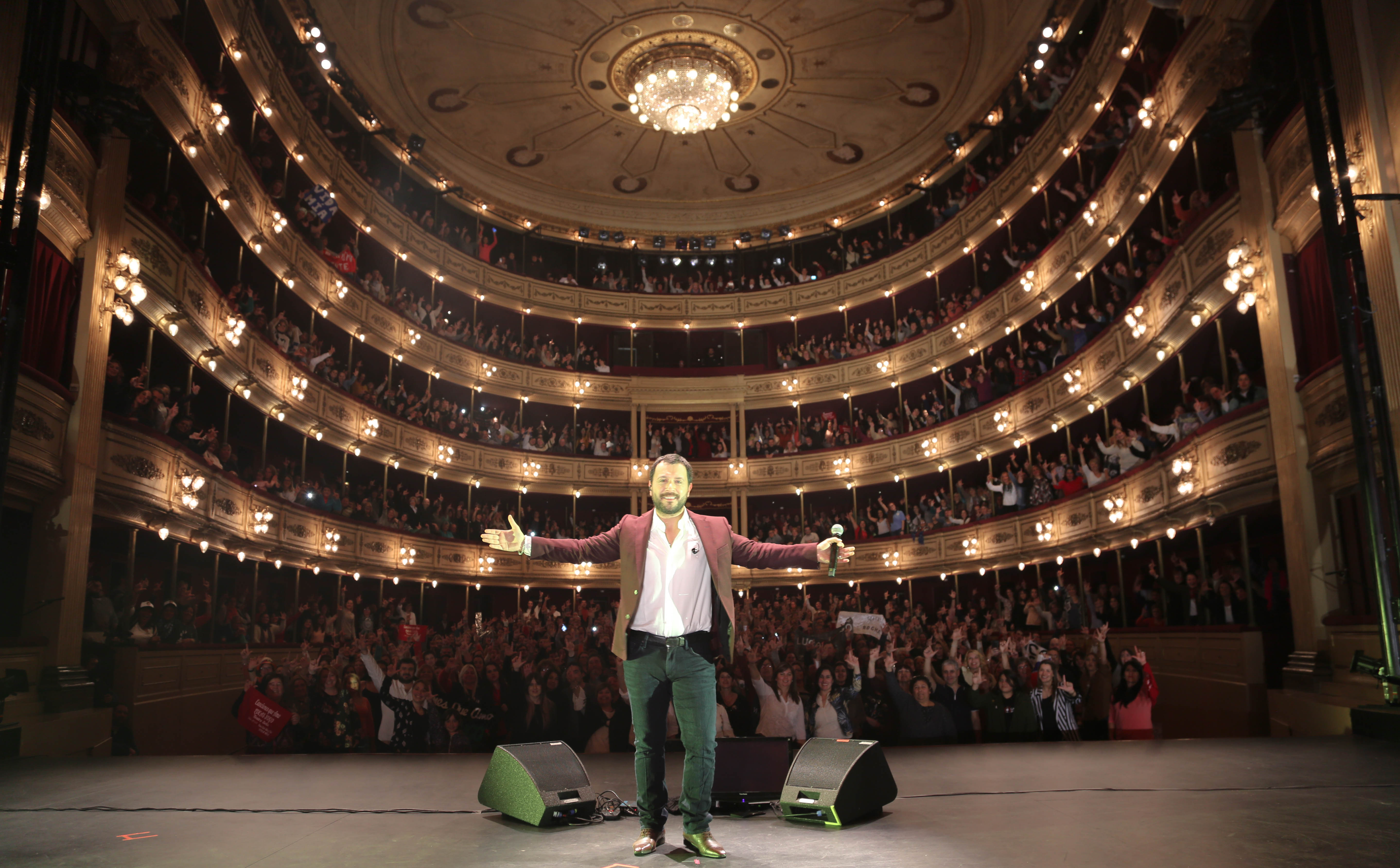
Sugo durante una presentación en el Teatro Solís, 2018

En 2002 antes de la elección de cargos de docencia, Sugo fue convocado por la banda tropical Sonido Profesional para tomar el lugar de Mario Silva como vocalista y guitarrista. A inicios de 2013, decidió emprender su propio camino como solista y formó una banda que le brinda soporte a sus presentaciones. En diciembre de ese año publicó el videoclip del sencillo «Lluvia».
De inmediato tuvo una buena repercusión y logró consagrarse como artista en su país natal.
El 14 de enero de 2014 presentó el tema «Cinco minutos» bajo el sello de Montevideo Music Group. El sencillo contó con dos videoclips oficiales, y se convirtió en un éxito, lo que le trajo reconocimiento tanto a nivel nacional como internacional. Al fenómeno contribuyeron futbolistas uruguayos en el exterior, como Edinson Cavani que posteó un video mientras se recuperaba de una lesión, escuchando la canción; y Cristian Rodríguez que se presentó al festejo de la victoria del Club Atlético de Madrid en la Primera División de España 2013-14.
Durante el 2019 se desempeñó como conductor del ciclo de entrevistas A solas con Lucas Sugo emitido por Canal 4. En 2020 fue galardonado con el Premio Graffiti al Artista del Año.
En noviembre de 2021 se anunció que Sugo sería jurado de La voz Uruguay, adaptación local del concurso de talentos The Voice.

## Discografía
- 2014, Sentimientos encontrados
- 2014, Lucas Sugo en Vivo
- 2015, Lucas Sugo en Concierto
- 2016, La noche soñada
- 2016, Vida Mia
- 2017, Lucas Sugo en Vivo
- 2018, Canciones que Amo
- 2018, En Vivo en el Solis
- 2019, Lucas Sugo en Colección
- 2019, Lucas Sugo en Antel Arena
- 2020, Sentimiento y Pasión
- 2021, Baile en Casa
- 2020, Singles

## Filmografía
| Año       | Título                     | Rol      | Notas                   |
| --------- | -------------------------- | -------- | ----------------------- |
| 2019      | A solas con Lucas Sugo[19] | El mismo | Conductor/Entrevistador |
| 2021      | El Legado[22]              | El mismo | Invitado especial       |
| 2022-2023 | La voz Uruguay[23]         | El mismo | Jurado                  |

## Distinciones
| Año  | Distinción                                                                                 |
| ---- | ------------------------------------------------------------------------------------------ |
| 2012 | Marco De Plata. Rivera                                                                     |
| 2014 | Marco de Oro. Rivera[24]                                                                   |
| 2014 | Marco de Platino. Rivera[24]                                                               |
| 2014 | Premio Batoví.[25] MVD                                                                     |
| 2014 | Premio "Carlos Gardel" Lucas Sugo- Cantautor Tacuarembó                                    |
| 2015 | Premio Charrúa de Oro[26] Durazno[27]                                                      |
| 2015 | Premio Graffiti, mejor álbum tropical Sentimientos encontrados.[28] MDV                    |
| 2015 | Premio Graffiti, canción del año Cinco minutos.[28] MVD                                    |
| 2016 | Ciudadano ilustre del Departamento de Rivera.[29] Entrega de la llave de la ciudad. Rivera |
| 2019 | Premio Graffitti Mejor álbum de Música Tropical MVD                                        |
| 2019 | Premio Graffitti Artista de Año. MVD                                                       |
| 2019 | Premio Manuel Oribe a la Música Nacional. MVD                                              |
| 2014 | Disco doble Platino Sentimientos Encontrados                                               |
| 2015 | Disco de Oro                                                                               |
| 2015 | DVD de Oro                                                                                 |
| 2015 | Disco de Platino                                                                           |
| 2016 | DVD de Platino                                                                             |
| 2017 | Placa Botón de Youtube                                                                     |
| 2017 | Disco de Oro                                                                               |
| 2018 | Disco Doble Platino                                                                        |
| 2020 | Premio Graffiti, artista del año                                                           |